# Florentin Bonnet
Florentin Bonnet (Franchesse, 7 giugno 1894 – Hourtin, 6 agosto 1929) è stato un aviatore francese, ha partecipato alla prima guerra mondiale, ed è stato un famoso pilota di aerei, detentore del primato mondiale di velocità.

## Biografia
Nacque il 7 giugno 1894 nel villaggio di Franchesse (Audes), non lontano dal comune di La Chapelaude (dipartimento dell'Allier), da una famiglia di contadini. Abbandonò la scuola all'età di quattordici anni attirato fortemente dallo sport, tanto da intraprendere la carriera di ciclista vincendo numerose gare a livello regionale, ma nel contempo, imparò il mestiere di falegname.
Nel 1912 viene chiamato a prestare il servizio militare presso il 32º Reggimento d'artiglieria, e lo scoppio della prima guerra mondiale lo sorprese al momento del ritorno alla vita civile. Durante il servizio militare al fronte nell'arma di cavalleria guadagnandosi il grado di sergente maggiore, e venendo insignito della Croix de Guerre. Le ferite riportate in azione gli permisero il trasferimento presso l'Aéronautique Militaire, dove ottenne il brevetto di pilota militare il 16 marzo 1918. Prima del termine del conflitto conseguì due vittorie e la promozione al grado di maresciallo (adjudant).
Il 19 febbraio 1920 fu assegnato al Groupe de Chasse I appartenente al 1º Reggimento d'aviazione basato a Thionville-Basse Yutz, ed equipaggiato con i caccia Nieuport-Delage NiD 29.
Il 1 settembre 1923 è promosso maresciallo capo, e dopo lo scioglimento del 1º reggimento d'aviazione è trasferito al 38°. In questa occasione riprese a correre in bicicletta, vincendo il campionato militare organizzato dal VI Corpo d'armata. Il 12 luglio 1923 vinse la Coupe Military Zénith, riservata ai monoposto da caccia di serie, su un velivolo Nieuport-Delage NiD 29 equipaggiato con motore Hispano-Suiza 8Fb dotato di radiatore Lamblin, ed erogante la potenza di 300 CV percorrendo i 2 810 chilometri del percorso in 17 ore, 17 minuti e 31 secondi, alle velocità media di 162,487 km/h. Il 5 settembre conquistò per la prima volta la "Coupe Lamblin" effettuando il percorso Parigi-Strasburgo-Lione-Parigi in sei ore, 29 minuti e 14 secondi alla velocità media di 184,600 km/h. Il 12 ottobre riconquistò nuovamente la "Coupe Lamblin" effettuando il percorso in cinque ore, 54 minuti e 13 secondi, alla velocità media di 194,962 km/h, atterraggio compreso.
Nell'agosto 1924 portò in volo per la prima volta il prototipo del caccia monoposto Bernard SIMB AB 10C1. Sollecitato ad occuparsi dei collaudi dell'aereo da competizione Bernard SIMB V.2, ottenne un congedo dall'Armée de terre. Il primo impegno dell'aereo doveva essere la partecipazione alla "Coupe Beumont" del 1924, assieme al precedente prototipo Bernard SIMB V.1. Il prototipo Bernard-SIMB V.2, progettato dall'ingegnere Jean Hubert, volò per la prima volta ad Istres il 2 ottobre 1924 nelle mani dello stesso Bonnet. L'8 novembre dello stesso anno, a bordo del prototipo V.2, portò il record di velocità francese a 389,890 km/h.
L'11 dicembre 1924 ad Istres, polverizzò letteralmente il record del mondo di velocità arrivando a toccare i 448,170 km/h. Tale record fu ottenuto con i nuovi regolamenti emessi dalla Fédération aéronautique internationale che prevedevano di percorrere due volte in andata e ritorno una base di 3 km, contro quella di un chilometro precedentemente prevista.
Qualche giorno dopo aver conquistato il record, il 2 gennaio 1925, venne promosso al grado di sottotenente e decorato con la Croce di Cavaliere della Legion d'onore. Rientrato in seno all'Armée de terre, due anni più tardi venne promosso al grado di tenente.
In vista della partecipazione francese alla Coppa Schneider, nel 1929 entrò a far parte di un'apposita squadriglia costituita ad Hourtin, non lontano da Bordeaux, posta sotto la guida di Joseph Sadi-Lecointe. Destinato al pilotaggio del nuovo velivolo Nieuport NiD.62, il 6 agosto di quell'anno, durante un volo di addestramento, il suo aereo al termine di un looping a bassa quota perse velocità e precipitò in acqua.
Il pilota restò ucciso sul colpo, all'età di trentacinque anni.
I suoi funerali si svolsero domenica 10 agosto 1929 a Thionville-Basse Yutz. A causa della tragedia il governo francese decise di ritirate la squadra dalla prevista partecipazione alla Coppa Schneider di quell'anno, che doveva tenersi tra il 6 ed il 7 settembre a Calshot Spit, nel sud dell'Inghilterra.
I comuni di Yutz e di La Chapelaude (1997)  gli hanno intitolato una via.